# Tengu

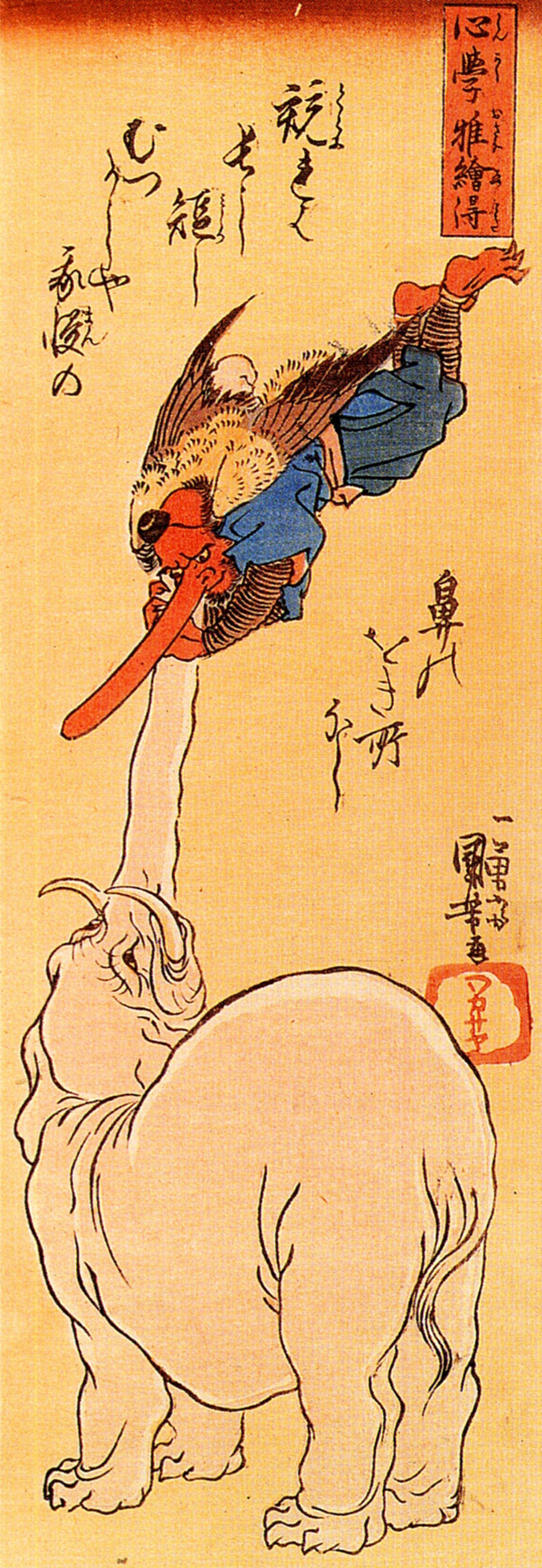
Un elefant i un tengu volador

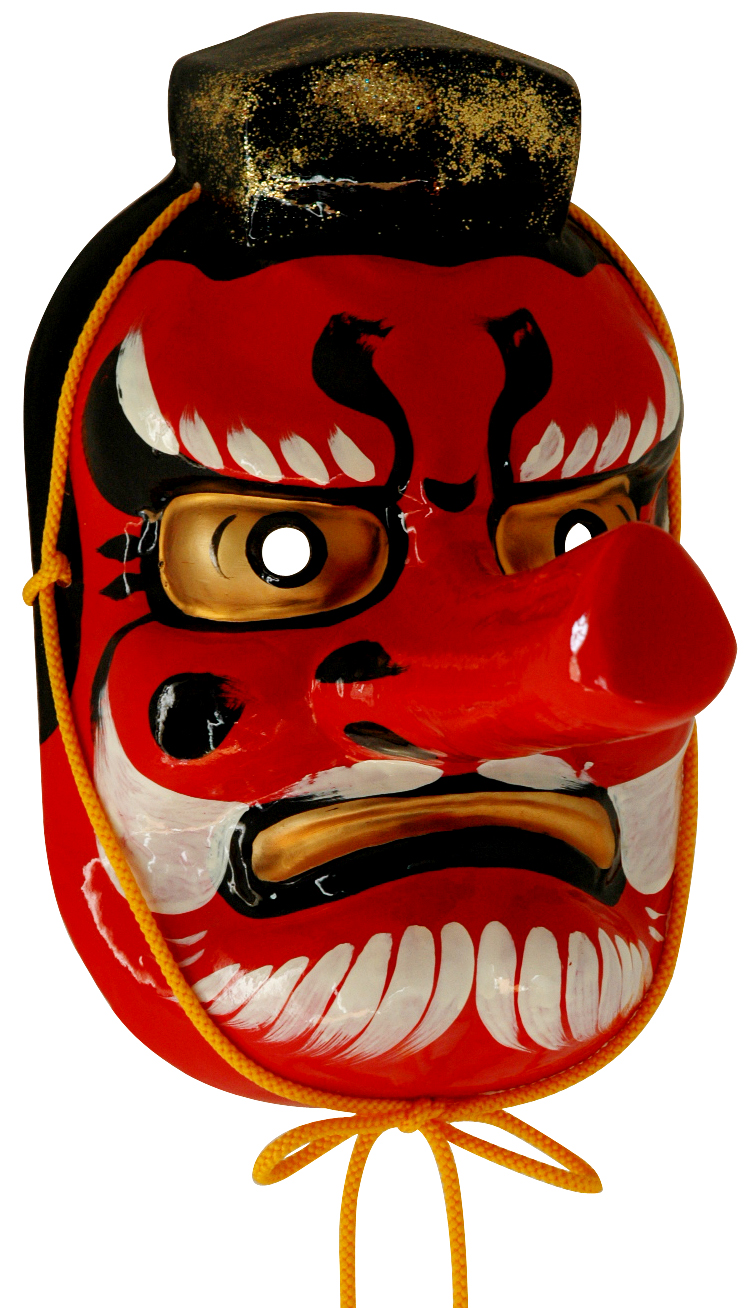
Yamabushi Tengu

El tengu (天狗, Tengu) és una criatura mítica, considerada un dimoni, dins dels elements del folklore i la mitologia japonesa que solen tenir forma animaloide amb cos humà, ales i un nas molt llarg o bec. Habiten en els arbres, generalment pins i cedres, de les zones muntanyoses. Algunes fonts opinen que els tengu són descendents de Susanoo-no-Mikoto, el kami de la tempesta i germà d'Amaterasu, la deessa Sol, seves característiques són la seva cara color vermell, i el seu nas prolongat. En alguns apartats populars, es relaciona a aquesta entitat amb el concepte d'estrangers al Japó. Se'ls considera fundadors d'escoles d'esgrima i de jujitsu, i reivindiquen l'origen diví de les arts marcials.
El temple de Takao a l'oest de Tòquio és un dels temples amb més tengus del Japó.

## Funcions
La funció principal dels tengu és salvar els guerrers de catàstrofes, o ajudar-los en els combats. Una altra funció que realitzen és iniciar i transmetre les arts marcials a les persones.

## Classes de Tengu
- O Tengu
- Karasu Tengu
- Koppa Tengu
- Kurama Tengu